# Коптска православна църква
Коптската православна църква е нехалкедонска монофизитска църква.
Основана е от египетските копти в Александрия през 536 – 580 г. Според древно предание Коптската православна църква е основана от евангелист Марко.
На Четвъртия (Халкедонски) Вселенски събор представителите на Коптската православна църква не приемат решенията му, при което тя е обявена за еретическа, тъй като следва монофизитството. Това довежда до потисничеството на Коптската православна църква от страна на Византия, a по-късно, след арабското нашествие, се провежда принудителна ислямизация, която води до значителен упадък. През 19 век коптският патриарх Кирил IV започва преговори за присъединяването на коптските християни към Православната църква, но е отровен, а неговите противници влизат в уния с Рим през 1898 г.
Коптската православна църква се състои от около 400 общини, подчинени на 32 епархии, от които 28 са в Египет, 2 в Судан и по 1 в Кения и Израел. Богослужението в нея се води на арабски и коптски. Характерното за Коптската църква е осмогласието и използването на литургийните последования на Василий Велики, Григорий Богослов и Кирил Александрийски, с което се родее с Православната църква; съхранила е някои юдейски обреди, като обрязването например. Друга характерна черта за коптите е, че Кръщението включва и татуировка във вид на кръст. Коптската православна църква се възглавява от духовен водач, който се титулова Александрийски папа и патриарх, Негово светейшество Теодор II.
Храмовете са квадратни. Имат собствен църковен календар, летоброенето започва от 284 г.
Под влиянието на католическите мисионери около 2 % от членовете на църквата са признали върховенството на римския папа – те образуват Коптската католическа църква.
В днешно време членовете на църквата са около 15 милиона души. Към Коптската църква принадлежи автономната Британска православна църква.